# Іда (король Берніції)
Іда (давн-англ. Ida; ? —559) — 1-й король Берніції у 547—559 роках.

## Життєпис
Походив з впливового роду германського племені англів. Його предки були спадковими вождями англів та лаетами (охоронцями) бриттських королів держави Брінейх. Син Еоппи, онук Іси, праонук Інгві. Народився у Флемборо, резиденції лаетів.
Близько 547 року наближені до двору англи під орудою Іди підняли повстання, повалили бриттського короля Моргана, захопили владу в Брінейхі, й створили на його місці своє королівство Берніцію. За однією версією назва є видозміною назви бриттського королівства Брінейх або ж воно походить від кельтського слова Бернікка, що означає «країна гірських перевалів».
Своєю столицею Іда обрав колишня бриттську фортеця Дін-Гуарді (Бамборо), яку англський король обгородив спершу частоколом, а потім стіною. Після цього розпочав війну проти бриттських королівств Евраука, допомагаючи тамтешній англам розширити свої землі, та Стратклайд. Війна тривала до самої смерті Іди. Спочатку неподалік від Дін-Гуарді завдав поразки війську Думнагуала I, короля Стратклайда Втім зумів розширити володіння уздовж узбережжя, не надто просунувшись у глиб острова Британія. Також було захоплено острів Ліндісфарн.
Іда помер у 559 році. Йому спадкував старший син Глаппа (хоча деякі дослідники не вважають його сином Іди).

## Родина
Дружина — Беарнох
Діти:
- Глаппа, король у 559—560 роках
- Адда, король у 560—568 роках
- Етельрік, король у 568—572 роках
- Теодрік, король у 572—579 роках
- Фрітувальд, король у 579—585 роках
- Гусса, король у 585—593 роках

Наложниці:
- Альрік
- Окга
- Едрік